# Barapasaurus tagorei
Barapasaurus tagorei ("Reptil con patas largas de Tagore") es la única especie conocida del género fósil Barapasaurus de dinosaurio saurópodo, que vivió a principios del período Jurásico, hace aproximadamente 189,6 y 176,5 millones de años, durante el Toarciano, en lo que hoy es el subcontinente indio. Es uno de los saurópodos más antiguos conocidos. Se conoce a partir de aproximadamente 300 huesos de al menos seis individuos, de manera que el esqueleto es casi completamente conocido excepto por las  vértebras cervicales anteriores y el cráneo. Esto hace de Barapasaurus uno de los saurópodos más completamente conocidos de principios del Jurásico.

## Descripción
El barapasaurio exhibió varias características primitivas entre los saurópodos. Esto es evidente por la naturaleza no especializada de su forma. Saurópodos posteriores como el Braquiosaurio desarrollaron su propio nicho ecológico y estrategias de alimentación. Sin embargo, el barapasaurio fue algo como un dinosaurio "todo-propósito". Por ejemplo, saurópodos posteriores desarrollaron vértebras huecas, lo cual los hacía más ligeros para controlar su peso. En cambio las vértebras del barapasaurio fueron sólidas, con algunas señales de ahuecamiento, demostrando que este y otros saurópodos que comenzaban a agigantarse iban evolucionando poco a poco características como estas para adaptación. 
Aunque es un saurópodo muy temprano y no especializado, muestra el plan de construcción típica para los géneros más derivados, las vértebras cervicales se alargaron, resultando en un cuello largo. El tronco es corto y tiene extremidades como columnas que indican una postura cuadrúpeda obligada. Incluso el tamaño, que se estima en aproximadamente 14 metros, es comparable con la de los saurópodos posteriores.
La columna vertebral ya muestra muchas características que son típicas de los saurópodos posteriores que les permitió alcanzar grandes tamaños corporales, aunque en saurópodos posteriores estos rasgos son mucho más desarrollados. Las espinas y centros vertebrales muestran los primeros indicios de ahuecamiento como una medida de ahorro de peso. El vértebras dorsales se estabilizan con articulaciones hipósfeno-hypantrum , proyecciones accesorias enlazan las vértebras entre sí. El sacro se fortalece con una cuarta vértebra sacra adicional.
Del cráneo, solo tres dientes enteros son conocidos y tres coronas. El diente más grande conocido es de 5,8 cm de altura. Al igual que la de los saurópodos posteriores, los dientes tienen forma de cuchara y muestran esmalte arrugado. Un rasgo basal es el dentado grueso.
El barapasaurio es también importante porque al ser de India, se puede concluir que migrando, como pudo haberlo hecho, interactuó en otros ambientes y con otros animales, ya que India llegó a estar unida en los continentes sureños, Gondwana, hasta tales tiempos, al principio de la fragmentación del supercontinente Pangea.

## Descubrimiento e investigación
El nombre Barapasaurus,  "lagarto de patas grandes", se deriva del vocablo "bara" significa 'grande' y "pa" que significa 'pierna' en varios idiomas de la India combinado con la palabra "saurus" que en griego significa lagarto. Este nombre se usó para un nomen nudum fémur de más de 1,7 m fue descubierto en 1961. El nombre específico tagorei significa 'de Tagore', en homor al artista Bengali Rabindranath Tagore. El primer año de trabajo de campo se llevó a cabo en el centenario año del nacimiento de Tagore.

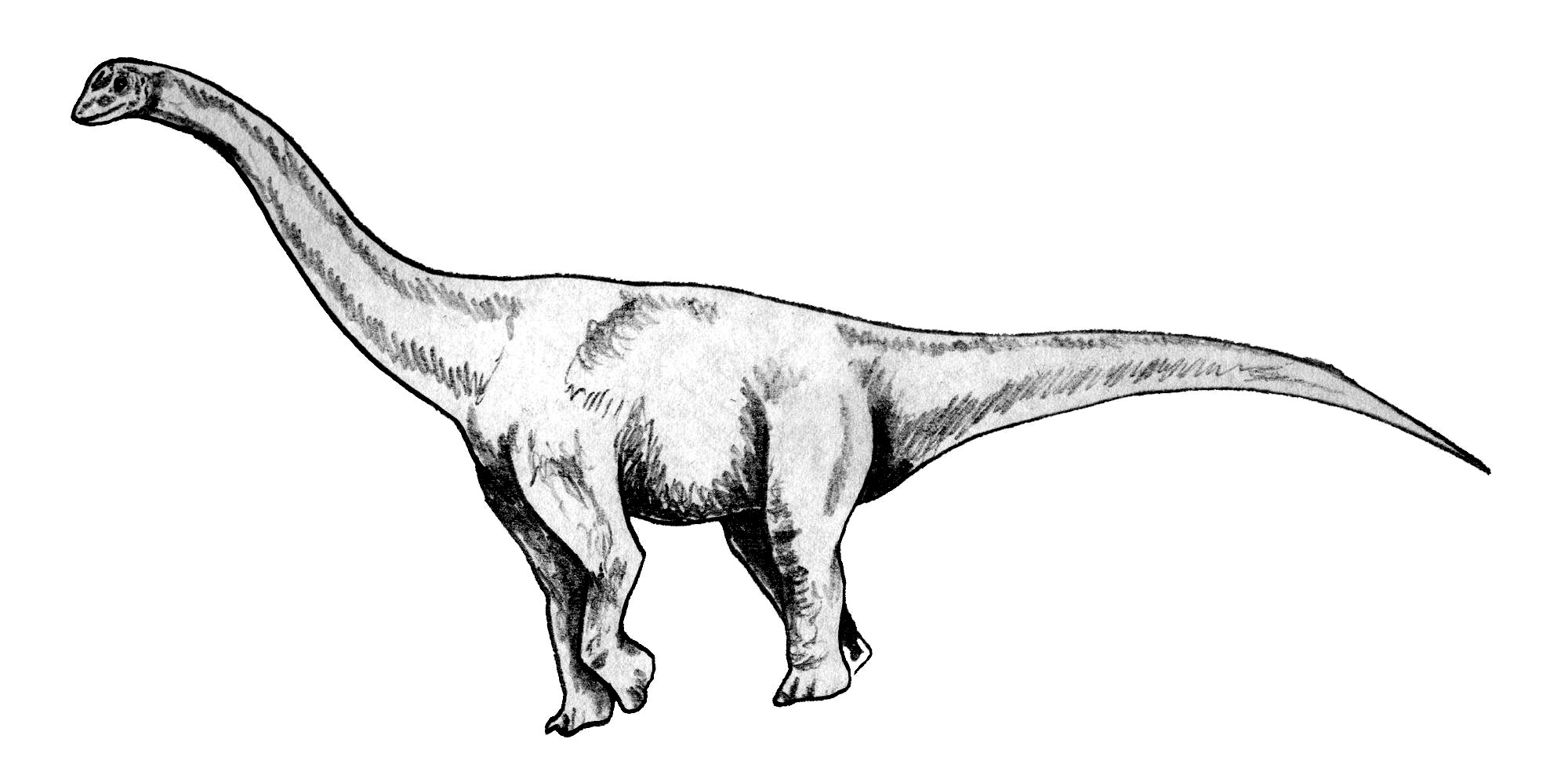
Barapasaurus tagorei.

Los primeros huesos de barapasaurio fueron hallados en India en 1960. Sin embargo, no fue hasta 1975 que este descubrimiento se hizo el espécimen tipo, y la descripción oficial publicada por Jain, Kuttty, Roy-Chowdhury y Chatterjee de Calcuta.
Desde ello, seis esqueletos adicionales han sido recolectados del Valle de Godavari al sur de India. Aunque ninguno de estos incluyen el cráneo o los pies, el resto del esqueleto es conocido, por lo que es teóricamente uno de los saurópodos mejor conocidos del Jurásico inferior. Desafortunadamente, poco trabajo ha sido publicado con respecto a sus descubrimientos.
Todos los fósiles conocidos provienen de una sola localidad en las proximidades de la localidad de Pochampally, un Mandal en el Distrito  Nalgonda, Telangana, en el sur de la India y es conocido popularmente como la Ciudad de la Seda de la India. Los primeros huesos fueron descubiertos en 1958, pero la mayoría de los especímenes fueron descubiertos en 1960 y 1961. Recién en 1975, los hallazgos fueron descritos científicamente por Sohan Jain et al.. En 2010, una más detallada descripción osteológica fue publicada por Bandyopadhyay et al.. El material se archiva en la colección paleontológica del Instituto indio de estadística (ISI), mientras que la mayoría de los huesos son parte de un montaje en el Museo Geológico de la ISI.

### Tafonomía
Los aproximadamente 300 huesos fueron encontrados junto con grandes troncos de árboles dispersos en una superficie de 276 metros cuadrados. Aunque una de las muestras se encontró parcialmente articulada, la mayoría de los huesos se encontraron desarticulados. Debido a que hay seis fémures izquierdo, el número total de individuos es de al menos seis.
Bandyopadhyay y sus colegas interpretaron este conjunto como una manada que murió debido a un evento catastrófico, probablemente una inundación. Esta inundación podría haber arrancado  los árboles y se transportan ambos, árboles y Barapasaurus, una cierta distancia antes de que empezaran a descomponerse. Una vez que avanzaba la descomposición, los huesos se comenzaron a desarticular. Los huesos del cráneo desarticulados fueron retirados por la corriente de agua porque eran más ligeros, dejando sólo los huesos poscraneales pesados en el lugar, lo que explicaría por qué no se encontraron los huesos del cráneo.

## Clasificación
Las relaciones de este género dentro de la Sauropoda han sido marco de debate. Cuando se describió por primera vez en 1975, no se lo atribuyó a un grupo específico en absoluto, aunque la presencia de muchas características basales de prosaurópodo se observarón. Desde 1984, Barapasaurus se unió con otro saurópodo temprano, Vulcanodon, en una familia llamada Vulcanodontidae, aunque esta familia fue declarada inválida por Upchurch en 1995, ya que fue reconocida como polifilética. Upchurch erigió un clado llamado Eusauropoda que incluye todos los saurópodos conocidos, excepto algunas formas muy basales. Mientras que Vulcanodon se clasificó fuera del Eusauropoda, Barapasaurus fue clasificado dentro de él, lo que significa que Barapasaurus está más derivado que Vulcanodon.  A pesar de que la clasificación de Upchurch fue aceptada por la mayoría de los paleontólogos, un estudio reciente de Bandyopadhyay y sus colegas llegó a una conclusión contraria: estos paleontólogos declaró que Barapasaurus era de hecho más basal que Vulcanodon y lo sacó de eusauropoda.